# Fiordo de Nissum
El fiordo de Nissum (en danés: Nissum Fjord) es un fiordo de Dinamarca que se encuentra en Jutlandia occidental, al oeste de Vemb, separada del mar del Norte por un ancho istmo de 13 km de ancho, Bøvling Klit, y pasa a través de una esclusa en Thorsminde. El fiordo tiene una superficie de agua de 70 km², con una profundidad de sólo alrededor de un metro, aunque hay zonas más profundas en Felsted Kog y en el centro del fiordo, entre 2 y 3 m. La parte septentrional del fiordo llamada fiordo Bøvling, es tan estrecha que a veces queda totalmente seco por vientos fuertes. El fiordo de Nissum tiene varios arroyos que se vacñian en él, como el Ramme, el Flynder, el Damhus y el más largo, el Storåen, que tiene su desembocadura en la esquina oriental de Felsted Kog en el extremo sureste del fiordo. Desde los años 1870, Thorsminde ha regulado el nivel del agua del fiordo y el contenido de salinidad en la esclusa, que facilita el intercambio de agua en el fiordo.
Todo el fiordo así como la tierra que lo rodea, ha sido calificada como un santuario de la vida natural y un sitio Ramsar de Dinamarca, y el fiordo y sus carrizos y prados tienen una rica variedad de vida de aves. 